# Lois Maxwell
Pour les articles homonymes, voir Maxwell.
Lois Maxwell, de son vrai nom Lois Hooker née le 14 février 1927 à Kitchener au Canada et morte le 29 septembre 2007 à Fremantle en Australie, est une actrice canadienne.

## Biographie
Née au Canada, elle débute à la radio avant de s'installer à l'âge de 15 ans au Royaume-Uni en 1942 avec les comédiens de l'armée canadienne, où elle commence une carrière d'actrice. Elle est aidée par Lady Mountbatten qui l'a fait entrer à la Royal Academy of Dramatic Art où elle se lie d'amitié avec Roger Moore.
Elle déménage à Hollywood dans les années 1940. Elle obtient son premier rôle en 1946 au côté de David Niven dans Une question de vie ou de mort. Elle obtient un Golden Globe de la révélation féminine (New Star Of The Year - Actress) en 1948 pour son rôle dans That Hagen Girl.
Revenue au Royaume-Uni, elle apparaît notamment dans Lolita et dans plusieurs épisodes de séries télévisées. Elle joue notamment dans deux épisodes de la série Le Saint (série télévisée)ainsi que dans l'épisode Une rancune tenace de la série Amicalement vôtre (The Persuaders!) , les trois avec Roger Moore qu'elle retrouvera dès 1973 en James Bond.
Son rôle le plus connu est celui de Miss Moneypenny — membre dévoué du MI6 et sensible au charme de James Bond — interprété de 1962 à 1985 dans les quatorze premiers films de la franchise James Bond, produits par EON Productions. Elle est ainsi après Desmond Llewelyn l'acteur qui est apparu le plus souvent dans la série des films. Elle avait postulé auprès du cinéaste Terence Young alors qu’elle élevait difficilement ses enfants en s’occupant de son mari malade.
Son dernier rôle est dans Vengeance secrète, en 2001. Partie vivre en Australie auprès de son fils, elle meurt d'un cancer le 29 septembre 2007, à l'hôpital de Fremantle.

## Filmographie

### Cinéma
- 1946 : Une question de vie ou de mort (A Matter of Life and Death) de Michael Powell et Emeric Pressburger : une actrice
- 1946 : Spring Song (en) de Montgomery Tully : Penelope Cobb
- 1947 : Scandale en Floride (That Hagen Girl) de Peter Godfrey : Julia Kane
- 1948 : Corridor of Mirrors de Terence Young : Lois
- 1948 : The Big Punch (en) de Sherry Shourds : Karen Long
- 1948 : La Fin d'un tueur (The Dark Past) de Rudolph Maté : Ruth Collins
- 1948 : The Decision of Christopher Blake (en) de Peter Godfrey : Miss McIntyre
- 1949 : Incendiaire par jalousie (en) (The Crime Doctor's Diary) de Seymour Friedman : Jane Darrin
- 1949 : Kazan de Will Jason (en) : Louise Maitlin
- 1950 : Les Mousquetaires de la reine (Amori e Veleni) de Giorgio Simonelli : Cristina di Svezia
- 1950 : Demain il sera trop tard (Domani è troppo tardi) de Léonide Moguy : L’institutrice Anna
- 1951 : La Cité des stupéfiants (Lebbra bianca) d'Enzo Trapani : Erika
- 1952 : Viva il cinema! de Giorgio Baldaccini et Enzo Trapani : rôle sans nom
- 1952 : The Woman's angle de Leslie Arliss : Enid Mansell
- 1952 : Ha da venì... don Calogero (it) de Vittorio Vassarotti : Maestrina
- 1952 : Lady in the Fog de Sam Newfield et Pat Jackson : Margaret Peggy Maybrick
- 1952 : Les filles de la pénombre (en) (Women of Twilight) de Gordon Parry : Christine
- 1953 : Mantrap de Terence Fisher : Thelma Speight / Tasman
- 1953 : Aïda de Clemente Fracassi : Amneri
- 1954 : Tonnerre sous l'Atlantique (La Grande Speranza) de Duilio Coletti : Lieutenant Lily Donald
- 1954 : Passport to Treason (en) de Robert S. Baker : Diane Boyd
- 1956 : Les premiers passagers du satellite (en) (Satellite in the Sky) de Paul Dickson : Kim Hamilton
- 1956 : High Terrace (en) d'Henry Cass : Stephanie Blake
- 1957 : Temps sans pitié (Time without Pity) de Joseph Losey : Vickie Harker
- 1957 : Meurtre sur un air de rock (Kill Me Tomorrow) de Terence Fisher : Jill Brook
- 1959 : Face of Fire (en) d'Albert Band : Ethel Winter
- 1961 : The Unstoppable Man (en) de Terry Bishop : Helen Kennedy
- 1962 : Lolita de Stanley Kubrick : la nurse Mary Lore
- 1962 : James Bond 007 contre Dr No (Dr. No) de Terence Young : Miss Moneypenny
- 1963 : Les Filles de l'air (Come Fly with me) d'Henry Levin : Gwen Sandley
- 1963 : La Maison du diable (The Haunting) de Robert Wise : Grace Markway
- 1963 : Bons baisers de Russie (From Russia with Love) de Terence Young : Miss Moneypenny
- 1964 : Goldfinger de Guy Hamilton : Miss Moneypenny
- 1965 : Opération Tonnerre (Thunderball) de Terence Young : Miss Moneypenny
- 1967 : Opération frère cadet (O.K. Connery) d'Alberto De Martino : Max
- 1967 : On ne vit que deux fois (You Only Live Twice) de Lewis Gilbert : Miss Moneypenny
- 1969 : Au service secret de Sa Majesté (On Her Majesty's Secret Service) de Peter Hunt : Miss Moneypenny
- 1970 : Les Derniers Aventuriers (The Adventurers) de Lewis Gilbert (non créditée)
- 1971 : Les diamants sont éternels (Diamonds Are Forever) de Guy Hamilton : Miss Moneypenny
- 1972 : La nuit qui ne finit pas (Endless Night) de Sidney Gilliat : Cora
- 1973 : Vivre et laisser mourir (Live and Let Die) de Guy Hamilton : Miss Moneypenny
- 1974 : L'Homme au pistolet d'or (The Man with the Golden Gun) de Guy Hamilton : Miss Moneypenny
- 1975 : Bons baisers de Hong Kong de Yvan Chiffre : Miss Moneypenny
- 1977 : Age of Innocence (en) d'Alan Bridges : Mrs. Hogarth
- 1977 : L'Espion qui m'aimait (The Spy Who Loved Me) de Lewis Gilbert : Miss Moneypenny
- 1979 : Moonraker de Lewis Gilbert : Miss Moneypenny
- 1979 : L'Amour sur béquilles (Lost and Found) de Melvin Frank : English Woman
- 1980 : Mr. Patman de John Guillermin : la directrice du personnel
- 1981 : Rien que pour vos yeux (For Your Eyes Only) de John Glen : Miss Moneypenny
- 1983 : Octopussy de John Glen : Miss Moneypenny
- 1985 : Dangereusement vôtre (A View to a Kill) de John Glen : Miss Moneypenny
- 1985 : Eternal Evil aka The Blue Man de George Mihalka : Monica Duval
- 1988 : Martha, Ruth and Edie (en) de Norma Bailey, Deepa Mehta et Danièle J. Suissa: Edie Carmichael
- 2001 : Vengeance secrète (The Fourth Angel) de John Irvin : Olivia

### Télévision
- 1952 : Orient Express (série télévisée) (épisode : Blue Camellia) : Lynn Walker
- 1956 : The Petrified Forrest (téléfilm) : Gabby Maple
- 1956 : The Adventures of Aggie (en), série télévisée (épisode : Monk's Prior) : Barbara
- 1956 : Douglas Fairbanks Jr. Presents (en), série télévisée, 3 épisodes (A Fast Buck : Cynthia ; Someone Outside : Ann ; One Can't Help feeling sorry : Tracy Carmichael)
- 1956 : BBC Sunday Night Theatre (en), série télévisée (épisode The Reclining Figure) : Cass Edgerton
- 1957 : Sailor of Fortune (en), série télévisée (épisode : Port Jeopardy) : Judith
- 1957 : O.S.S (en), série télévisée (épisode : Operation Orange Blossom) : Virginia
- 1958 : Television Playwright, série télévisée (épisode : The Transmogrification of Chester Brown) : Ruth Ann Wicker
- 1960 : Rendezvous (en), série télévisée (épisode : The Dodo) : la mère
- 1960 : Destination Danger, série télévisée (épisode : Poste de confiance, Position of Truth) : Sandi Lewis
- 1961 : One Step Beyond (série télévisée) (épisode : The Room Upstairs) : Esther Hollis
- 1961 : No Hiding Place (série télévisée) (épisode : Nina and the Night People) : Margot
- 1962 : Zéro Un Londres (en) (Zero One) (série télévisée) (épisode : The Marriage Broker) : Miss Smith
- 1957-1964 : ITV Play of the Week (en) (série télévisée) 3 épisodes (Heaven and Earth, 1957 : Miss Baumer ; Skyline for Two, 1959 : Genevieve Lang ; The Touch of the Dead End, 1963 : Helen Hunter)
- 1964 : Chapeau melon et bottes de cuir (The Avengers) (série télévisée) (épisode : The Little Wonders) : Sister Johnson
- 1964 : Ghost Squad (en) (série télévisée) (épisode : Party for Murder) : Elizabeth Creasey
- 1965 : The Ambassadors, (téléfilm) : Sarah Pocock
- 1964-1965 : Stingray : Atlanta Shore (voix)
- 1966 : Alias le Baron (série télévisée) (épisode : Something For a Rainy Day) : Charlotte Russell
- 1966 : Gideon's Way (série télévisée) (épisode : The Millionaire's Daughter) : Felisa Henderson
- 1966 : Rome, Sweet Home (téléfilm) : Megadorius
- 1966 : Le Saint (The Saint), série télévisée : Helen Allardyce, dans Intermède à Venise
- 1967 : Le Saint (The Saint), série télévisée : Beth Parish, dans Simon and Delilah
- 1967 : Welcome to Japan, Mr Bond de Daniel Davis : Miss Moneypenny
- 1969 : Département S (Department S), (épisode : Le fantôme de Mary Burnham) : Mary Burnham
- 1969 : Mon ami le fantôme (Randall and Hopkirk (Deceased)), (épisode : For the Girl who has everything) : Kim Wentworth
- 1969 : Au pays de l'arc-en-ciel (en) (Adventures in Rainbow Country), série canadienne 26 épisodes : Nancy Williams.
- 1970 : UFO, série télévisée : Mademoiselle Hollande, secrétaire, dans Les Dix Vies du chat.
- 1971 : Amicalement vôtre (The Persuaders), série télévisée : Louise Cornell, dans Une Rancune tenace (Someone Waiting), de Peter Medak
- 1978 : Witch of Westminster Crossing (téléfilm) : Cora
- 1984 : Peep (téléfilm) : Mrs Powell
- 1985 : Paul et les Jumeaux (The Edison Twins) (épisode : Let Them Eat Cake) : Charlotte Gateau
- 1987 : Alfred Hitchcock Présente (Alfred Hitchcock presents) (épisode : If the shoes fits) : Ms Golden
- 1988 : Rescue Me (téléfilm) : Phyllis
- 1989 : Un placard doré (Lady in a Corner) (téléfilm) : Mary Smith
- 1998 : Harlequin-Trop Belle pour Mourir (Hard to Forget) (téléfilm) : Helen Applewhite